# 미타카의 숲 지브리 미술관
미타카의 숲 지브리 미술관(일본어: 三鷹の森ジブリ美術館)은 상업적인 박물관으로 스튜디오 지브리의 일본 애니메이션 작품을 전시하는 것이 특징이다. 일본 도쿄시 서부 교외의 미타카시에 있는 이노카시라 공원에 있으며, 2001년에 문을 열었다.
이 박물관은 미술 박물관이지만, 일반적인 미술 박물관과는 그 성격이 다르다. 아이들의 취향에 맞춘 많은 전시물과 불규칙하고 기이한 내부 장식이 있어서, 아이들이 신나게 놀 수 있는 박물관이다. 박물관 웹사이트에 나오는 모토는 일본어로 "迷子になろうよ、いっしょに" →함께 잃어버린 아이들이 되자" 또는 "함께 우리의 길을 잃어버리자"이다. 지정된 경로나 정해진 관람 순서가 없다. 박물관 팸플릿은 다양한 언어로 제공되지만, 박물관 내부에서는 모든 표시가 일본어로만 표기 되어 있다.

## 전시

### 상설 전시
맨 아래 층에 위치한 전시실은 애니메이션의 역사와 기술을 보여주는 곳이다. 전시물 중 하나는 스튜디오 지브리의 캐릭터를 모델로 활용하여 만든 것이다. 각각 약간 다른 자세를 취한 캐릭터들이 회전하는 탁자에 배열되어 있다.이 때 캐릭터의 자세는 애니메이션의 구도처럼 만들어져 있다. 자세히 설명하면, 물체의 고속회전 상태를 측정하는 기계인 스트로보스코프(stroboscope)가 빛을 내는데, 그 불빛이 깜빡이는 것과 같은 속도로 탁자가 회전할 때, 캐릭터의 모습이 뚜렷하게 보인다는 것이다. 불빛이 번쩍이면서 각각의 캐릭터 모델을 일정한 속도로 비추어주며 지나가면, 관람자가 보기에는 그 캐릭터 모델이 움직이는 것처럼 보인다. 이것은 애니메이션 영화가 어떤 원리로 만들어지는지 보여주는 전시물이다.
첫 번째 층에는 스케치와 스토리 보드가 붙어 있는 방이 있는데, 그 곳은 애니메이션을 창작하는 스튜디오를 모방해서 만든 곳이다. 그 곳을 둘러보면서 관람자는 애니메이션 영화를 만드는 과정을 볼 수 있다. '스케치'에서 시작해서 '스토리 보드' 작업을 하고, 물체가 무슨 동작을 어떤 순서로 할 것인지를 정하는 '키프레임' 작업(keyframing)을 거쳐, 검은 펜으로 거칠게 그려진 원화를 깔끔하게 정리하는 '클린 업'을 하고, 색깔을 칠하는 컬러링을 거쳐, 배경에다가 색을 입히는 작업(background painting) 등을 볼 수 있다.

### 특별 전시
지브리 박물관에서는 스튜디오 지브리에서 만든 애니메이션 작품 뿐만 아니라 다른 회사나 다른 감독의 애니메이션 작품도 초대해서 전시하고 있다.
| Date      | Exhibit |
| --------- | --- |
| 2008-2009 | 작은 루브르 박물관 |
| 2007-2008 | 금발미녀와 세 마리 곰(3びきのくま), 레오 톨스토이가 쓴 그림책이 원작임. 팬더와 아기팬더, 미야자키 하야오와 타카하타 이사오가 스튜디오 지브리를 창립하기 전에 만든 1972년도 작품. |
| 2006–2007 | 아아르드만 스튜디오의 작품들, 특별히 월리스와 그로밋에 초점이 맞추어짐(Wallace and Gromit)                                                                                       |
| 2005-2006 | 알프스 소녀 하이디 |
| 2004-2005 | 픽사 애니메이션 스튜디오 |
| 2003-2004 | 러시아 애니메이터인 유리 노스테인의 작품(Yuri Norstein) |
| 2002-2004 | 천공의 성 라퓨타와 상상 비행 기계 |
| 2001-2002 | 센과 치히로의 행방불명 |

### 단편 영화
박물관에서는 지브리에서 만든 단편 애니메이션 중 한 편을 토성 극장에서 상영한다.
- 코로의 큰 걸음걸음(コロの大さんぽ)
- 물 거미 몬몬(水グモもんもん)
- 메이와 고양이 버스(めいとこねこバス)
- 별을 따던 날(星をかった日)
- 고래 사냥(くじらとり)
- 집 찾기(やどさがし)

박물관에 온 손님 각자는 1회 방문시 오직 한번만 단편 영화를 관람할 수 있다. 영화는 한 달을 기준으로 돌아가면서 상영된다.

## 다른 특징
박물관은 또한 애니메이션 서점과 기념품 판매점 그리고 "밀짚 모자 카페"라고 부르는 테마 식당을 갖추고 있다. 또한 12세 정도의 어린이를 위한 놀이 공간이 있으며, 그 아래에는 들어가서 놀 수 있는 거대한 고양이 버스 장난감이 있다. 박물관의 지붕에는 "천공의 성 라퓨타"에 나오는, 사람 크기의 로봇과 정원이 있다.

## 매표와 가는 길
박물관을 관람하려면, 일본 밖에서는 여행사를 통해 표를 미리 예약해야 하고 일본 안에서는 로손(Lawson) 편의점의 티켓 판매 창구에서 표를 구입해야한다. 하지만 위와 같은 방법으로 미리 표를 구하지 못하더라도 남는 표가 있을 경우 현장에서 표를 구입할 수도 있다.
박물관은 미타카 역에서부터 걸어서 15분 정도 걸리는 거리에 있다. 버스를 타고 갈 수도 있다. 기차로 도쿄에 있는 신주쿠 역에서부터 미타카 역까지는 약 20분 정도 걸린다.

## 같이 보기
- 지브리 파크